# نيلس فان غوغ
نيلس إيتيرير (Niels Eiterer) و يعرف أكثر باسم شهرته نيلس فان غوغ (Niels Van Gogh).هو دي جي و منتج موسيقى ألماني .